# Jesenský
Jesenský také Jesenszky, Jeszensky, Jassensky je šlechtický rod slovenského původu.
V roce 1271 byl Andrej (příjmení není dnes známo) povýšen do šlechtického stavu uherským králem Ladislavem IV. a tím získal osadu Jeszen v Turčianské stolici. Andrej a jeho potomci od jména této osady odvodili své příjmení (Jeszen = Jesenský).
Jeden z Andrejových potomků Ladislav Jesenský se v roce 1526 účastnil bitvy u Moháče, kde padl. Roku 1562 získali Jesenští od císaře Ferdinanda I. rodový erb, ve kterém je vyobrazen jasan.
Bratří Melchior, Lorenc a Baltazar Jesenský poté přesídlili do Slezska, kde se usadili ve Vratislavi a Svídnici. Baltazarův syn byl Ján Jesenský, jenž je znám jako Jan Jesenius, lékař, politik, filozof a vysokoškolský pedagog, který žil a působil v Praze, kde byl v roce 1621 popraven.
Potomci rodu dodnes žijí i na Slovensku, v Česku a v Maďarsku.[zdroj?]

## Osobnosti rodu
- Alžběta Jesenská (1904–1942) – odborná zubní lékařka, manželka Jana Jesenského, účastnice protifašistického odboje
- Jan Jesenius (1566–1621), lékař, politik a filozof
- Ladislav Jesenský (1812–1870), slovenský básník a pedagog
- Růžena Jesenská (1863–1940), česká učitelka, básnířka, spisovatelka
- Janko Jesenský (1874–1945), slovenský básník, prozaik a překladatel
- Fedor Jesenský (1877–1958), slovenský překladatel a bankéř
- Ivan Jesenský (* 1961), slovenský hokejista
- Jan Jesenský (1870–1947), český lékař, politik a profesor Univerzity Karlovy
- Jan Jesenský (1904) (1904–1942), český lékař (stomatolog), účastník protifašistického odboje
- Jiří Jesenský (1905-1942) – český šermíř, lékař (stomatolog) a účastník protifašistického odboje
- Milena Jesenská (1896–1944), česká novinářka, spisovatelka a překladatelka
- Ferenc Jeszenszky (1905–1990), 1949–1952 generální ředitel Maďarské Národní Banky
- Géza Jeszenszky (* 1941), maďarský ministr zahraničních věcí